# 米罗斯拉夫·德沃夏克
米罗斯拉夫·德沃夏克（捷克語：Miroslav Dvořák，1951年10月11日—2008年6月12日），捷克男子冰球运动员。他曾代表捷克斯洛伐克参加1976年和1980年冬季奥林匹克运动会冰球比赛，其中1976年奥运会获得一枚银牌。